# Бад-Кроцінген
Бад-Кроцінґен — курортне місто (з 1 вересня 2005 року), знаходиться в окрузі Брайзґау-Гохшварцвальд, у федеральній землі Баден-Вюртемберг.

## Географія
Бад-Кроцінґен знаходиться в окрузі Брайзґау, близько 15 км від Фрайбурга у Брайзґау і 45 км від Базеля. Через Бад-Кроцінґен протікає маленька річка Ноймаґен.
Бад-Кроцінґен межує з общинами: Брайзах-на-Рейні, Мунцінґер, Шальштадт, Іренкірхен, Штауфен, Гайтерсгайм, Ешбах та Гартгайм.

### Клімат
Місто знаходиться у зоні, котра характеризується морським кліматом. Найтепліший місяць — липень із середньою температурою 18.9 °C (66 °F). Найхолодніший місяць — січень, із середньою температурою 1.1 °С (34 °F).
| Клімат Бад-Кроцінґена   | Клімат Бад-Кроцінґена | Клімат Бад-Кроцінґена | Клімат Бад-Кроцінґена | Клімат Бад-Кроцінґена | Клімат Бад-Кроцінґена | Клімат Бад-Кроцінґена | Клімат Бад-Кроцінґена | Клімат Бад-Кроцінґена | Клімат Бад-Кроцінґена | Клімат Бад-Кроцінґена | Клімат Бад-Кроцінґена | Клімат Бад-Кроцінґена | Клімат Бад-Кроцінґена |
| Показник                | Січ.                  | Лют.                  | Бер.                  | Квіт.                 | Трав.                 | Черв.                 | Лип.                  | Серп.                 | Вер.                  | Жовт.                 | Лист.                 | Груд.                 | Рік                   |
| Абсолютний максимум, °C | 16                    | 21                    | 23                    | 28                    | 34                    | 36                    | 39                    | 36                    | 33                    | 27                    | 21                    | 19                    | 39                    |
| Середній максимум, °C   | 3                     | 6                     | 10                    | 14                    | 19                    | 22                    | 24                    | 23                    | 19                    | 13                    | 7                     | 5                     | 13                    |
| Середня температура, °C | 1                     | 2                     | 5                     | 9                     | 13                    | 16                    | 18                    | 18                    | 14                    | 9                     | 4                     | 2                     | 9                     |
| Середній мінімум, °C    | −1                    | −1                    | 1                     | 5                     | 8                     | 11                    | 13                    | 13                    | 10                    | 6                     | 2                     | 0                     | 6                     |
| Абсолютний мінімум, °C  | −21                   | −21                   | −12                   | −5                    | −1                    | 2                     | 6                     | 5                     | −1                    | −5                    | −13                   | −18                   | −21                   |
| Норма опадів, мм        | 40                    | 40                    | 50                    | 70                    | 80                    | 90                    | 100                   | 90                    | 80                    | 70                    | 60                    | 50                    | 880                   |
| Днів з дощем            | 5                     | 5                     | 6                     | 7                     | 7                     | 8                     | 8                     | 8                     | 7                     | 7                     | 6                     | 7                     | 86                    |
| Вологість повітря, %    | 80                    | 74                    | 68                    | 63                    | 63                    | 64                    | 63                    | 64                    | 70                    | 77                    | 80                    | 81                    | 71                    |
| ----------------------- | --------------------- | --------------------- | --------------------- | --------------------- | --------------------- | --------------------- | --------------------- | --------------------- | --------------------- | --------------------- | --------------------- | --------------------- | --------------------- |
| Джерело: Weatherbase    |                       |                       |                       |                       |                       |                       |                       |                       |                       |                       |                       |                       |                       |

## Курорт
Після того, як в 1911 було пробуровано перше термальне джерело, почався розвиток міста в лікувальному, курортному напрямку. В 1933 році місто отримало в своїй назві доповнення «Бад», після чого продовжилися бурування в пошуках вод.
Протягом років було побудовано оздоровчий центр з різноманітними лікувальними пропозиціями та інфраструктурою (Віта Класіка, Кур Парк, Реа-Клініки, Герццентрум та ін.). Мінерально-термальні води в Бад-Кроцінґені наповнені найбільшою концентрацією вуглекислого газу в усій Європі.